# Burgerweeshuis (Hoorn)
Het voormalige burgerweeshuis is een rijksmonumentaal pand in het centrum van de Noord-Hollandse stad Hoorn. Het burgerweeshuis is van 1574 tot 1958 in gebruik geweest. Het gebouw is op 16 november 1965 in het rijksmonumentenregister ingeschreven.

## Geschiedenis
Het complex begon als tussen 1408 en 1573 als Mariaklooster, van het originele complex resteert nu alleen de Mariakapel uit 1508 nog. In 1531 kreeg Hoorn het eerste weeshuis, de kinderen kregen in het weeshuis onderwijs en als ze oud genoeg waren kregen ze er ook een vak te leren. Voorwaarde was wel dat de kinderen van ouders afstamden die beide uit Hoorn kwamen. Kwam een van de ouders niet uit Hoorn dan werden zij in het armenhuis geplaatst. De wezen in het weeshuis moesten een uniform dragen, in Hoorn had het uniform de kleuren rood en wit, zodat iedereen in de stad de kinderen als wees zou herkennen.
Het hoofdgebouw is in 1729 volledig verbouwd en alleen de toegangspoort van het originele gebouw resteert nog, al is ook dat veel later aan het originele gebouw toegevoegd. Bij de stichting van het weeshuis werd het een Hervormd weeshuis, maar wel voor alle wezen van de stad Hoorn. De kapel werd toen verbouwd tot artilleriehuis.
Tot 1977 was het pand in gebruik als stadhuis, na die datum werd het onderdeel overgeplaatst naar het nieuwe Stadhuis aan de Nieuwe Steen 1 in de gelijknamige wijk. Tussen november 2007 en januari 2009 is het pand gerestaureerd. In de periode 2014-2015 werden in totaal acht appartementen gerealiseerd in het pand dat tot dan toe als kantoorpand dienstdeed.

### Bossu
Vlak voordat het gebouw de bestemming van weeshuis kreeg, werd het als gevangenis gebruikt. Na de Slag op de Zuiderzee werd het gebouw gebruikt om de verslagen admiraal Maximiliaan van Hénin-Liétard gevangen te houden. In de gevel is hier ook een gedenksteen voor geplaatst.

## Exterieur
Het pand bestaat uit twee vleugels met daartussen een binnenhof. De ene vleugel ligt aan de Korte Achterstraat en de ander aan de Turfhaven. Deze laatste heeft een blinde muur.
In de binnentuin is een waterpomp van hardsteen geplaatst. In de tuin staan ook twee loden beelden, voorstellende twee wezen. Daarnaast staat er ook een houten beeld van een eenhoorn. De beelden zijn replica's van de beelden die zijn overgeplaatst naar de tuin van het Westfries Museum.

## Interieur
De vleugel aan de Korte Achterstraat bevat ook de regentenkamer. De gang in deze vleugel bevat stucwerk uit de 18e eeuw. Ook is in deze vleugel een offerblok op hardstenen piëdestal geplaatst.